# Кочегарова Христина Юріївна
Kristall (справжнє ім'я — Христина Юріївна Кочегарова; 19 квітня 2000, Київ, Україна) — українська співачка та телеведуча. 

## Біографія
Христина впевнено почала прагнути до успіху з раннього дитинства, коли в 4,5 роки знялась у телевізійній програмі «Куміри та кумірчики» (ведучий Ілля Ноябрьов, телеканал «Інтер»). Саме тоді дівчинка твердо вирішила стати співачкою та дарувати людям радість.
У шість років Христина стала «обличчям» бренду «МакДональдз Україна». За її плечима велика кількість зйомок у різних телевізійних та рекламних проектах, інтерв'ю із зірками українського шоу-бізнесу тощо.
Kristall — лауреат вокальних конкурсів. У 2009 році дівчина отримала почесну нагороду — ґран-прі фестивалю «Beauty Star Ukraine» в номінації «Teen Miss Beauty Star», знялась для обкладинки популярного молодіжного журналу «Teenager» та дала в ньому інтерв'ю. Вона стала гостею програми «Teen Club», а потім і ведучою власної рубрики «Академія успіху» на каналі «OTV ». У 2010 році юна співачка отримала ґран-прі вокального конкурсу «Висока нота», записала та презентувала свій перший сольний альбом під назвою «Різнокольоровий світ» (авторські пісні) та була відзначена почесними нагородами: 12-променевою зіркою «Credo» та медаллю «GREAT JUNIOR ACHIEVEMENTS» GOLDEN («Золота Фортуна») за внесок у розвиток музичної та телевізійної культури. Її ім'я увійшло до енциклопедії «Юні таланти України». У 2011 році Kristall здобула ґран-прі всесвітнього вокального конкурсу «World's Beauty Star», зняла свій перший кліп на пісню «Європа», отримала високу нагороду «Гордість нації» та перемогла в національному відборі на Дитячий пісенний конкурс Євробачення 2011. 3 грудня 2011 року Kristall представила Україну на цьому конкурсі у Вірменії.
У 2012 році дівчина увійшла у 20-ку фіналістів дитячого пісенного конкурсу «Нова хвиля», перемогла у проекті «Диво-дитина» у номінації «Найтворчий», а також отримала диплом лауреата музичного радіошоу «Шукаю продюсера» за виконання пісень «Зелений гай» та «Європа» (ці пісні двічі вигравали Інтернет-голосування серед слухачів українського радіо).

### Родина
- Кочегаров Юрій Юрійович — батько.
- Кочегарова Ольга Юріївна — мати.
- Кочегарова Поліна Юріївна — сестра.
- Кочегарова Діана Юріївна — сестра.

### Псевдонім
Сценічний псевдонім — Kristall (наголос на перший склад, англ. «Chrystal»), що означає «крістал», «чистий», «міцний», «яскравий» та включає в основу справжнє ім'я дівчини.

У дитинстві мама мене часто так називала. Ще, так мене часто представляли на сцені, і я себе представляла в ефірі, коли знімалася як телеведуча на одному з музичних телеканалів та брала інтерв'ю в зірок. А потім раптом я зрозуміла, що всі мене знають уже навіть більше під цим ім'ям, ніж як Христина Кочегарова. Тоді ми в родині вирішили: нехай це ім'я стане моїм сценічним псевдонімом. До того ж, мені хотілося б також мати риси кристалу: міцність, яскравість тощо.

## Досягнення
- 2009 — «Beauty Star», фестивалю дитячої творчості, ґран-прі та титул «Teen Miss Beauty Star Ukraine»
- 2010 — «Висока Нота», український вокальний конкурс, ґран-прі
- 2010 — «Міжнародна громадська організація „Грандів, рейтингів та номінацій“)», нагороджена 12-променевою зіркою «Credo» за вагомий внесок у розвиток українського суспільства у сфері дитячого телебачення та музичної культури
- 2010 — «GREAT JUNIOR ACHIEVEMENTS GOLDEN», нагороджена медаллю за внесок у розвиток музичної та телевізійної культури (Міжнародний Академічний Рейтинг популярності «Золота Фортуна»)
- 2011 — «Гордість Нації», нагороджена медаллю за вагомий внесок у розвиток культурно — мистецького життя країни та високий професіоналізм (Український Фонд культури та Українська конфедерація журналістів)
- 2011 — «World's Beauty Star», всесвітній вокальний конкурс, ґран-прі
- 2011 — «Дитячий пісенний конкурс Євробачення 2011», представниця України[10][11][12]
- 2012 — «Диво-Дитина», переможниця в номінації «Найтворчий»
- 2012 — «Шукаю продюсера — 2012», музичне радіошоу, диплом лауреата

## Дискографія

### Студійні альбоми
- 2010: Різнокольоровий світ
- 2011: Europe

## Відеографія
| Рік  | Кліп                 | Режисер          |
| ---- | -------------------- | ---------------- |
| 2011 | Європа (укр.)(англ.) | Дмитро Місюра    |
| 2013 | Крила (укр.)(англ.)  | Олена Вахрамєєва |